# 바르 (발레다오스타주)

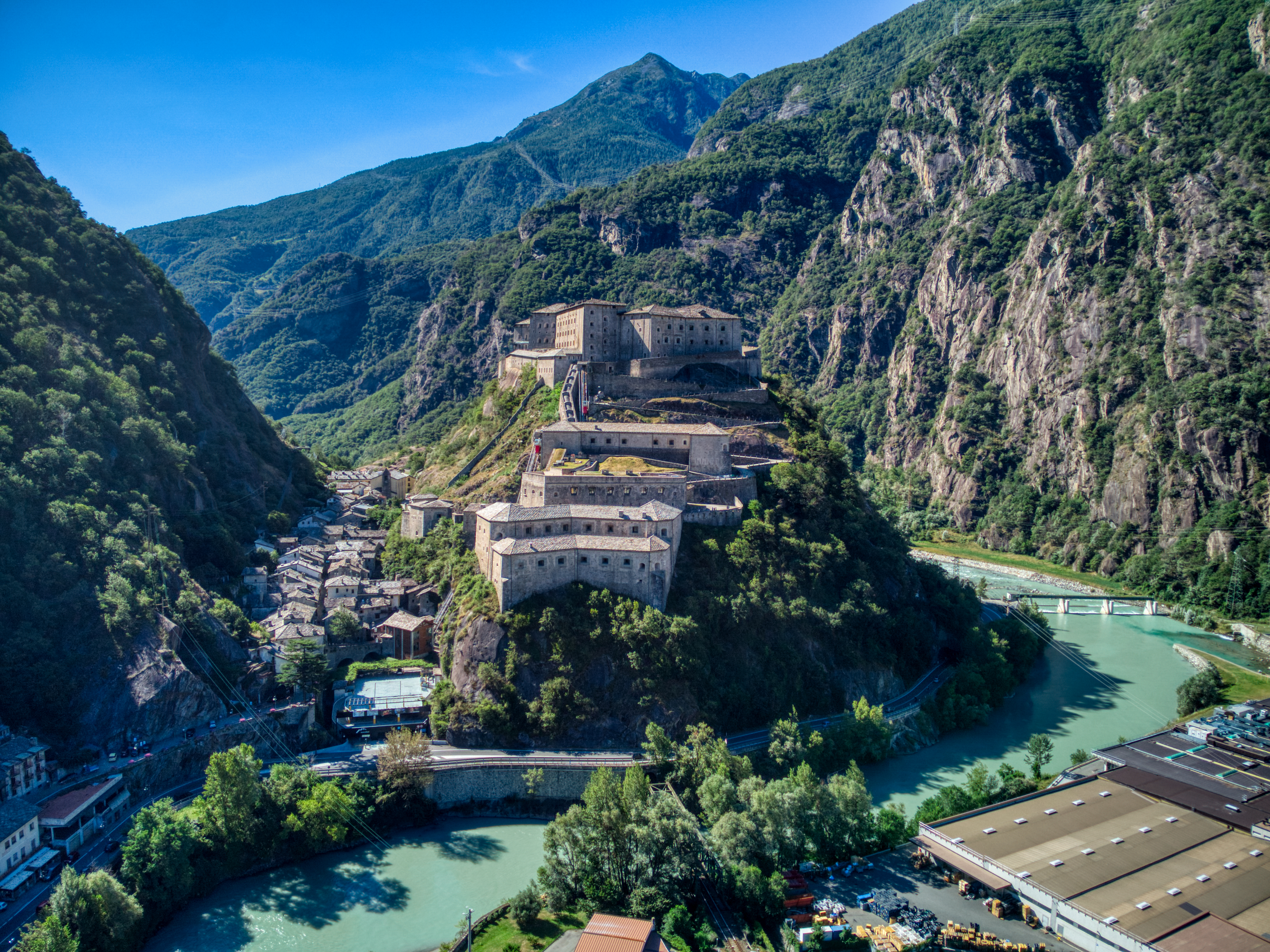

바르(Bard, 프랑스어 발음: [baʁ]; 발도탱 방언: Bar [bar])는 이탈리아 북서부 발레다오스타주 지역에 있는 마을이자 코무네이다. "몬테로사 발레다오스타 지방자치체"(Unité des communes valdôtaines du Mont-Rose)의 일부이며 인구는 134명이다. 이탈리아의 가장 아름다운 마을 중 하나이다.
포르테 디 바르(이탈리아어: Forte di Bard, 프랑스어: Fort de Bard)는 19세기에 사보이아가가 마을 위 바위 돌출부에 건설한 요새 단지이다. 수년간의 방치 끝에 완전히 복원되었다. 2006년에는 알프스 박물관의 본거지로 관광객들에게 다시 문을 열었다. 요새에는 미술 전시회도 있다. 여름에는 메인 안뜰에서 음악 및 연극 공연이 열린다.